# Моїз Кабаку Мучаїл
Моїз Кабаку Мучаїл (англ. Moyiz Kabaku Muchayil) — конгонізький дипломат. Надзвичайний і Повноважний Посол Демократичної Республіки Конго в Україні за сумісництвом (2006—2010). Надзвичайний і Повноважний Посол Демократичної Республіки Конго в РФ (2006—2010).